# Raluca Băcăoanu
Raluca Elena Băcăoanu (n. 2 mai 1989, Constanța) este o handbalistă română care joacă pe postul de pivot pentru clubul SCM Râmnicu Vâlcea. Băcăoanu este și componentă a echipei naționale a României, unde a fost convocată prima dată în septembrie 2017, pentru calificările la Campionatul European din 2018.

## Biografie
Băcăoanu a început să joace handbal la Clubul Sportiv Școlar nr.1 din Constanța. În 2008 a semnat un contract cu prima ei echipă de senioare, CSM Slobozia, unde a evoluat timp de 8 ani. În 2016 s-a transferat la CS Măgura Cisnădie, iar în 2017 la HCM Râmnicu Vâlcea. În 2020 Băcăoanu a semnat cu Gloria Bistrița. La sfârșitul sezonului 2020-2021 Raluca Băcăoanu s-a transferat la Măgura Cisnădie. În 2022 Băcăoanu s-a întors la echipa SCM Râmnicu Vâlcea.
Pe 25 august 2018, handbalista a câștigat cu SCM Râmnicu Vâlcea Supercupa României, după ce echipa sa a învins cu 33–31 pe CSM București.

## Palmares
- Liga Campionilor:
  - Sfertfinalistă: 2020

- Liga Europeană:
  - Sfertfinalistă: 2023
  - Grupe: 2022

- Cupa EHF:
  - Turul 3: 2019

- Liga Națională:
  -  Câștigătoare: 2019

- Cupa României:
  -  Finalistă: 2018, 2019

- Supercupa României
  -  Câștigătoare: 2018
  -  Finalistă: 2019